# 2023年印度奥迪沙邦列车相撞事故

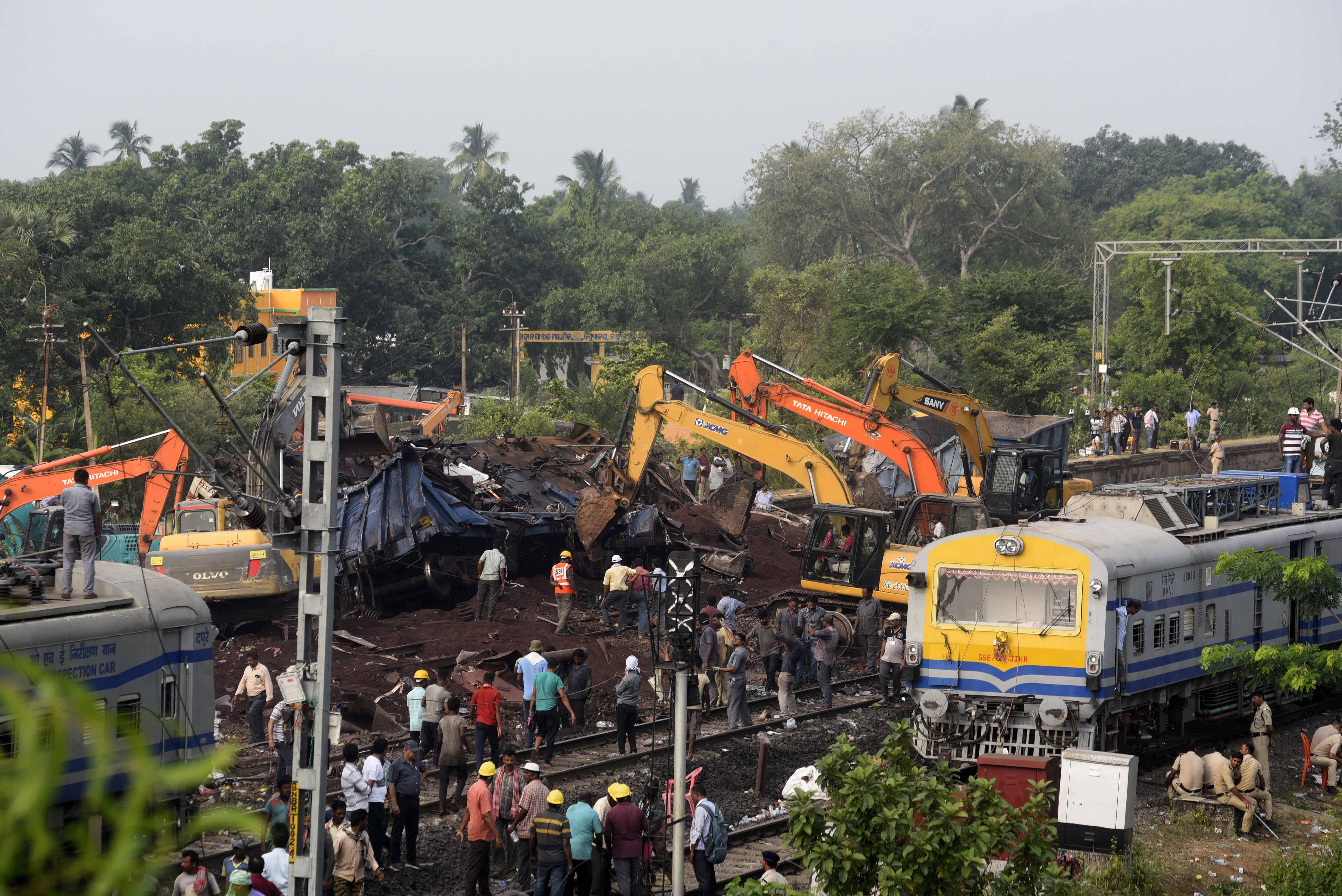
挖掘机正在参与搜救工作

事故现场简图

2023年6月2日晚间7时20分许，三列火车于印度奥迪沙邦巴拉索爾縣相撞，造成291人死亡、1175人受傷。此次事故成為印度24年以來最嚴重的火車事故。

## 事發過程
事故發生於當地時間2023年6月2日晚間7時20分許，一列从加尔各答开往金奈的客运列车在奥迪沙邦巴拉索尔市巴哈纳贾火车站附近的豪拉-欽奈幹線脱轨，導致車廂翻倒，部分車廂落在對向軌道上。随后有一列由班加罗尔开往加尔各答的客运列车从对向轨道驶来，撞上先前脱轨的车厢，造成该列车的几节车厢也脱轨，而先前脱轨的车厢又撞上一列货运列车的车厢。兩列客運列車共有17節車廂嚴重受損。事故造成至少291人死亡、1,175人受傷。

## 後續
鐵路部門宣佈向死者家屬賠償100萬盧比、重傷者賠償20萬盧比、輕傷者賠償50,000盧比。此外，總理國家救濟基金（PMNRF）將向死者家屬提供20萬盧比的特惠補償，向受傷人員提供50,000盧比的特惠補償。
事故發生後，有58座車站取消停靠、81列火車改道、18列火車停運。原定於6月3日舉行的列車「Mumbai CSMT–Madgaon Vande Bharat Express」首航也被取消。奧迪沙邦宣布6月3日為哀悼日。
救援隊在翻倒的列車和殘骸中並無發現更多倖存者，於6月3日晚間10時許結束搜救行動和開始清理現場。
6月3日，一辆转运脱轨相撞事故伤者的大巴在西孟加拉邦与另一辆中巴车相撞。事故造成车上多人受轻伤。
6月4日，印度铁道部部长表示，火车相撞事故是由于电子联锁发生变化所导致。
6月4日晚，列车脱轨相撞事故发生地恢复火车通行。

## 各方反應

### 印度
印度總理納倫德拉·莫迪表示向受影響的人士提供所有可能的援助，稱言語無法表達他深深的悲傷，莫迪抵達事故現場和到訪巴拉索爾的一家醫院後形容事件痛苦，已下達調查指示，有過失之人將被嚴懲，鐵路部門正努力恢復軌道。

### 美國
美國駐印度大使艾瑞克·賈西迪向受難者家屬向事故中喪生人員的家屬表示最深切的哀悼會與印度和奧迪沙邦人民站在一起。

### 加拿大
加拿大總理賈斯汀·杜魯道在推特上表示，“印度奧里薩邦火車相撞的圖像和報導讓我心碎。我向那些失去親人的人表示最深切的哀悼，並讓受傷的人一直在我的腦海中。在這個困難時刻，加拿大人與印度人民站在一起。”

### 中华人民共和国
中共中央总书记、中国国家主席习近平于2023年6月3日就事故分别向印度总统德拉帕迪·慕爾穆、印度总理纳伦德拉·莫迪致慰问电，对遇难者表示深切的哀悼，向遇难者家属和受伤人员致以诚挚的慰问，希望伤者早日康复。同日，中共中央政治局常委、国务院总理李强向印度总理莫迪致慰问电。

### 中華民國
中華民國外交部部長吳釗燮和政務次長田中光於6月3日上午分別向印度-台北協會會長戴國瀾表達對本次事故的關心，並轉達政府與人民對傷亡者的慰問與哀悼之意。
中華民國駐印度大使葛葆萱也同時向印度外交部東亞司長安伯樂及奧迪薩州當地的國會議員蘇吉特·庫馬爾轉達哀悼與慰問。

### 俄羅斯
俄羅斯總統弗拉基米爾·普京就事故向印度总统慕爾穆、总理莫迪表示哀悼和悲痛，希望遇難者盡快康復；俄羅斯駐印度大使也就事故表達深切哀悼。

### 意大利
意大利駐印度大使館和意大利外交部部長安東尼奧·塔亞尼於6月3日對事故遇難者家屬表示深切哀悼。

### 梵蒂岡
梵蒂岡教宗方濟各向事故中受到影響的人表示衷心的哀悼，並為他們祈禱。

### 埃及
埃及外交部於6月3日就事故的遇難者向印度表示哀悼。